# میدان نفتی هندیجان
میدان نفتی هندیجان از میدان‌های نفتی ایران در حوضه خلیج فارس است، که در استان خوزستان و در ۵۵ کیلومتری غرب منطقه بهرگان قرار دارد. این میدان نفتی هم‌اکنون با متوسط تولید روزانه ۳۰ هزار بشکه نفت خام، در حال تولید است. سال ۱۹۶۷ میلادی وجود نفت در این منطقه ثابت شد. نفت تولیدی از بخش‌های خشکی و فراساحلی میدان هندیجان توسط دو خط لوله ۱۰ اینچ و ۱۲ اینچ، به طول ۱۰ کیلومتر پس از ورود به سکوی مرکزی هندیجان، به مجتمع دریایی بهرگانسر منتقل و پس از اختلاط با نفت میدان بهرگانسر و طی مراحل تصفیه مقدماتی، به بهرگان ارسال می‌شود و پس از پالایش، صادر می‌گردد. میدان نفتی هندیجان از میادین نفتی تحت مدیریت شرکت نفت فلات قاره ایران می‌باشد.

## حملات به میدان در دوران جنگ
سازه‌های فوقانی پنج سکوی دریایی هندیجان، بارها طی سال‌های ۱۳۶۱ تا ۱۳۶۶ مورد تهاجم قرار گرفت که بر اثر این حملات در مجموع ۲۰ درصد خسارت به سکوهای دریایی هندیجان وارد آمد. تأسیسات خشکی دریای هندیجان پس از یک توقف طولانی در سال ۱۳۶۸ راه‌اندازی شد و در سال ۱۳۶۹ این میدان به‌طور کامل در مدار تولید قرار گرفت.